# Shiver Me Timbers
Shiver Me Timbers is de zesde uitgave van de Duitse gitarist en toetsenist Jerome Froese. Het is zijn tweede solo-compact disc naast zijn werk voor/in Tangerine Dream. De muziek verschilt dan ook niet zo veel van de uitgaven van The Dream.

## Musici
- Jerome Froese – alle instrumenten
- Anja Kathman: gitaar op (10) en fuzzbasgitaar op (4)

## Muziek
| Nr. | Titel                                     | Duur |
| --- | ----------------------------------------- | ---- |
| 1.  | A mellow morning                          | 6:09 |
| 2.  | Mrs. Misty Kiss                           | 6:35 |
| 3.  | Airborne                                  | 7:10 |
| 4.  | Cartoony universe                         | 6:57 |
| 5.  | Inside the secret                         | 7:33 |
| 6.  | Paris in Peril                            | 8:47 |
| 7.  | In Museum für Mechanik                    | 7:14 |
| 8.  | Through love and deed                     | 6:02 |
| 9.  | Playing for penalties                     | 5:22 |
| 10. | Under the black flag                      | 6:43 |
| 11. | Can you see the sunset from the southside | 4:30 |